# Jan Kulczycki (aktor)
Jan Włodzimierz Kulczycki (ur. 25 maja 1947 w Warszawie) – polski aktor teatralny, filmowy i dubbingowy oraz reżyser telewizyjny. Działacz opozycji antykomunistycznej.

## Kariera zawodowa
W roku 1971 ukończył Państwową Wyższą Szkołę Teatralną w Warszawie.
Pracował w Teatrze im. Stefana Jaracza w Olsztynie (1971–1972), Teatrze Ludowym w Warszawie (1972–1974), Teatrze Narodowym (1974-1983), Teatrze Ochoty (1982–1988), Teatrze Dramatycznym (1988–1990), Teatrze Północnym w Warszawie (1990–1991), Teatrze Powszechnym im. J. Kochanowskiego w Radomiu (1991–1992).
Obecnie pracuje w Teatrze Ochoty w Warszawie.
W okresie od 1981 r. do 1989 r. należał do Grup Specjalnych RKW a następnie do Grupy Oporu „Solidarni”. Pracował w punkcie pomocy charytatywnej. Dostarczał Grupom materiały poligraficzne, narzędzia oraz medykamenty. Wspierał rzeczowo represjonowanych. Odbierał transporty materiałów i sprzętu z Niemiec, organizował lokale dla ukrywających się działaczy. Brał udział w akcjach ustawiania urządzeń nagłośniających, kolportował ulotki, prasę i podziemne wydawnictwa, wywieszał plakaty i transparenty. Występował w kościołach na terenie Polski w przedstawieniu „Ksiądz Kardynał Wyszyński a sprawa polska”. Prowadził „szkolenia” z zasad postępowania po zatrzymaniu przez organy bezpieczeństwa. Brał udział w akcjach rozpoznawczych na rzecz struktur podziemnych „Solidarności”. Fotografował zdarzenia i akcje milicji podczas demonstracji ulicznych.

## Filmografia
- 1969: Piąta rano jako kominiarz Tomek
- 1972: Odejścia, powroty jako członek oddziału rosyjskiego (odc. 2)
- 1973: Padalce jako Marcin
- 1975: Pryzmat jako Wojtek
- 1977: Pasja
- 1977: Akcja pod Arsenałem jako Władysław Cieplak „Giewont”
- 1978: Wśród nocnej ciszy jako marynarz
- 1978: Ślad na ziemi jako robotnik Wyrwas (odc. 4)
- 1979: Racławice. 1794
- 1980: Zamach stanu
- 1985: Tajemnice wiklinowej zatoki jako tata Serafina (głos)
- 1986: Zmiennicy jako prowadzący szkolenie celników na Okęciu (odc. 7)
- 1986: Słońce w gałęziach
- 1988–1990: W labiryncie
- 1989: Żelazną ręką jako Burduk, zamachowiec strzelający do prymasa Uchańskiego
- 1989: Po upadku
- 1989: Kanclerz jako Burduk, zamachowiec strzelający do prymasa Uchańskiego (odc. 2)
- 1993: Czterdziestolatek. 20 lat później jako złodziej w areszcie (odc. 5)
- 1995: Sukces (odc. 6)
- 1997: Klan jako gość klienta Agencji Sprzątającej „Najczystsza Przyjemność”
- 1999: Miodowe lata jako Wojtek Pilśniak (odc. 25)
- 2000 2002: Lokatorzy jako Michał Drewnowski, ojciec Krysi (odc. 18 i 107)
- 2000: Dom jako Żmuda, ojciec Majki (odc. 22 i 23)
- 2001–2002: Marzenia do spełnienia
- 2006: Mrok jako taksówkarz (odc. 3)
- 2006–2007: M jak miłość jako Andrzej Olszewski, sąsiad Zduńskich (odc. 394, 401, 404, 413, 415, 429, 431, 440, 441, 449, 452, 482, 488, 519)
- 2007: U Pana Boga w ogródku jako ojciec Witaszków (odc. 5)
- 2009: Plebania jako Tadeusz (odc. 1389 i 1390)
- 2010: Ojciec Mateusz jako mieszkaniec Sandomierza (odc. 35 i 58)
- 2011: Układ warszawski jako wuj (odc. 8)
- 2011–2012: Ranczo jako Ignaczak
- 2011: Ojciec Mateusz jako pracownik huty szkła (odc. 76)
- 2011: Ojciec Mateusz jako wędkarz (odc. 88)
- 2011: Księstwo jako sołtys
- 2018: Blondynka jako Magdziarz (odc. 85, 87 i 89)

## Polski dubbing
- 2017: Magiczna zima Muminków – Listonosz
- 2016: Trolle – król Gryzek Sr.
- 2014: Transformers: Wiek zagłady – właściciel teatru
- 2014: Sunset Overdrive – Walter
- 2014: League of Legends – Braum
- 2013: Tomb Raider – Grim
- 2013: StarCraft II: Heart of the Swarm – Aleksiej Stiukow
- 2013: Ratchet & Clank: Nexus – Przemytnik
- 2012: League of Legends – Kha'Zix
- 2012: Risen 2: Mroczne wody
- 2012: Arcania: Upadek Setarrif – Ethorn VI
- 2011: Życzenie Annabelli (druga wersja dubbingowa) –
  - Charlie,
  - św. Mikołaj
- 2011: Ale cyrk!
- 2011: Dinopociąg – stary Spinozaur (odc. 15a, 49b)
- 2011: Przygody Tintina – Czerwony Rackman
- 2011: Magiczna podróż do Afryki – starzec
- 2011: The Elder Scrolls V: Skyrim – Sheogorath
- 2011: Tom i Jerry: Czarnoksiężnik z krainy Oz – kruk #1
- 2011: Afterfall: InSanity – Profesor
- 2011: Krowy na wypasie – Farmer
- 2011: Ul – Doktor Żuk
- 2011: Heca w zoo
- 2011: Tara Duncan –
  - Manitou,
  - Guzu (odc. 8),
  - Pracownik banku (odc. 10)
- 2011: Scooby Doo i Brygada Detektywów –
  - Szyper Shelton,
  - Kalareporzodkiew (odc. 5),
  - Harry Schnesle-Boysen (odc. 19)
- 2011: Wiedźmin 2: Zabójcy królów –
  - Bernard Loredo,
  - więzień
- 2010: Harry Potter i Insygnia Śmierci: Część 1 – Mundungus Fletcher
- 2010: Transformers: Wojna o Cybertron – Ironhide
- 2010: Shrek Forever – król Harold
- 2010: Toy Story 3 – Pan Bulwa
- 2010: Alicja w Krainie Czarów
- 2010: Jak wytresować smoka
- 2010: Bystre Oko – Pan Chichoczący
- 2009: Dragon Age: Początek – Duncan
- 2009: Hannah Montana: Film
- 2008: Assassin’s Creed – Warren Vidic
- 2008: Podpięść: Wariackie Halloween – Ponury
- 2008: Billy i Mandy i zemsta Boogeymana – Ponury
- 2007: Wiedźmin –
  - Odo,
  - Hobbs Pankiera,
  - postacie poboczne
- 2007: Scooby Doo i śnieżny stwór – Alfred
- 2007: Shrek Trzeci – król Harold
- 2007: Rodzinka Robinsonów
- 2007: Mroczne przygody Klanu na drzewie – Ponury
- 2006: Heroes of Might and Magic V
- 2006: Brzydkie kaczątko i ja – Wielebny Szczur
- 2006: I ty możesz zostać bohaterem – pan Robinson
- 2006: Sezon na misia – Gordy
- 2006: Skatenini i Złote Wydmy – Aureus
- 2006: Sposób na rekina – Jay
- 2006: Tom i Jerry: Piraci i kudłaci – pirat Niebieski Bob
- 2005: Strażackie opowieści – Błękitny Baron
- 2005: King Kong: Władca Atlantydy
- 2005: Szeregowiec Dolot
- 2005: Madagaskar
- 2005–2008: Ben 10 – Kapitan Shaw (odc. 3)
- 2005: Transformerzy: Cybertron – Megatron / Galvatron
- 2005: Ufolągi – kapitan Spangley
- 2004: Shrek 2 – stary szlachcic
- 2004: Legenda telewizji
- 2004: Terminal
- 2004: Rybki z ferajny
- 2004: Mickey: Bardziej bajkowe święta
- 2004: Barbie jako księżniczka i żebraczka – Strażnik #2
- 2004: Mickey, Donald, Goofy: Trzej muszkieterowie – Brat Be
- 2004: Żony ze Stepford
- 2004: Transformerzy: Wojna o Energon – Megatron / Galvatron
- 2004: Świątynia pierwotnego zła – różne głosy
- 2003: Bionicle: Maska światła – Toa Onua Nuva
- 2003: El Cid – legenda o mężnym rycerzu – Fernando
- 2003: Gdzie jest Nemo? – Dentysta
- 2003: Sindbad: Legenda siedmiu mórz – Jed
- 2003: Księga dżungli 2
- 2003: Baśniowy świat 3 – Benjamin Franklin
- 2003: Piotruś Pan –
  - Fogarty,
  - piraci
- 2003: 101 dalmatyńczyków II. Londyńska przygoda
- 2003: Psie serce jako koń (głos, odc. Roll), pies (głos, odc. 13)
- 2003: Warcraft III: The Frozen Throne
- 2002–2005: Co nowego u Scooby’ego?
- 2002–2004: Pan Andersen opowiada
- 2002: Warcraft III: Reign of Chaos – Muradin Miedzianobrody
- 2002: Kryptonim: Klan na drzewie –
  - Pan Szef (seria pierwsza i piąta),
  - Klejbroda (seria czwarta),
  - Chester (O.B.Ó.Z.)
- 2002: Złap mnie, jeśli potrafisz
- 2002–2003: Ozzy i Drix – sierżant Kuper
- 2002–2003: He-Man i władcy wszechświata
- 2002: Planeta skarbów
- 2002: Tristan i Izolda – Gorvenal
- 2001–2007: Mroczne przygody Billy’ego i Mandy – Ponury
- 2001: Spirited Away: W krainie bogów – Kwatermistrz
- 2001: Atlantyda – Zaginiony ląd
- 2000: Uciekające kurczaki – pan Tweedy
- 2000: Król sokołów
- 1999: Toy Story 2 – Pan Bulwa
- 1999: Asterix i Obelix kontra Cezar – Automatix
- 1999: Mickey: Bajkowe święta –
  - święty Mikołaj,
  - listonosz,
  - policjant,
  - George
- 1998: Zabić Sekala – Sehnalek
- 1998: Teknoman – Pegaz
- 1997: Pożyczalscy
- 1997: Koty nie tańczą
- 1997: Batman i Superman
- 1997–1998: Przygody Olivera Twista
- 1996: Dzwonnik z Notre Dame – Oafish
- 1996–1997: Prawdziwe przygody Jonny’ego Questa
- 1996: Kosmiczne Biuro Śledcze – Moose Trengganu
- 1995–1997: Freakazoid! – Superłowca
- 1995–1996: Maska
- 1995: Pocahontas – Ben
- 1995: Toy Story –
  - Pan Bulwa,
  - pracownik stacji benzynowej
- 1994–1998: Spider-Man (druga wersja dubbingowa) –
  - Linus „Microchip” Lieberman,
  - ochroniarz w Tower Top (odc. 44),
  - żołnierz Kingpina (odc. 44),
  - robotnik (odc. 45),
  - Silvermane (odc. 46),
  - przestępca#1 (odc. 46),
  - szofer (odc. 47),
  - dziennikarz (odc. 47),
  - bezdomny (odc. 48),
  - Europejczyk (odc. 48),
  - reżyser filmowy (odc. 50),
  - ksiądz (odc. 53)
- 1994: Aladyn: Powrót Dżafara – Fazul
- 1994: Strażnik pierwszej damy
- 1993: Huckleberry Finn
- 1992: W 80 marzeń dookoła świata
- 1992: Nowe podróże Guliwera
- 1991: Piękna i Bestia (druga wersja dubbingowa)
- 1990–1994: Super Baloo (pierwsza wersja dubbingowa)
- 1990–1991: Muminki – Muttra
- 1990: Pinokio
- 1989: Wielka bitwa Asteriksa – centurion
- 1987–1990: Kacze opowieści –
  - jeden z tych, którzy porwali Donalda do Garbulandii (odc. 40),
  - Kapitan statku „Zalana Mewa” (odc. 56)
- 1987: Kocia ferajna w Beverly Hills – Lalek
- 1986: Asterix w Brytanii – Modus
- 1985: Asterix kontra Cezar
- 1985–1988: M.A.S.K.
- 1985–1988: Troskliwe misie – Brzydal
- 1982: Królik Bugs: 1001 króliczych opowiastek
- 1981–1990: Smerfy – Harmoniusz (serie 1-4, 9 i większości 7)
- 1979-1984: Scooby i Scrappy Doo (pierwsza wersja dubbingowa) – Scooby Doo
- 1979: Scooby Doo podbija Hollywood
- 1976: Pogoda dla bogaczy
- 1972–1973: Nowy Scooby Doo
- 1961–1962: Kocia ferajna (druga wersja dubbingowa) – Lalek
- 1960–1966: Flintstonowie